# Govert Dircksz Camphuysen

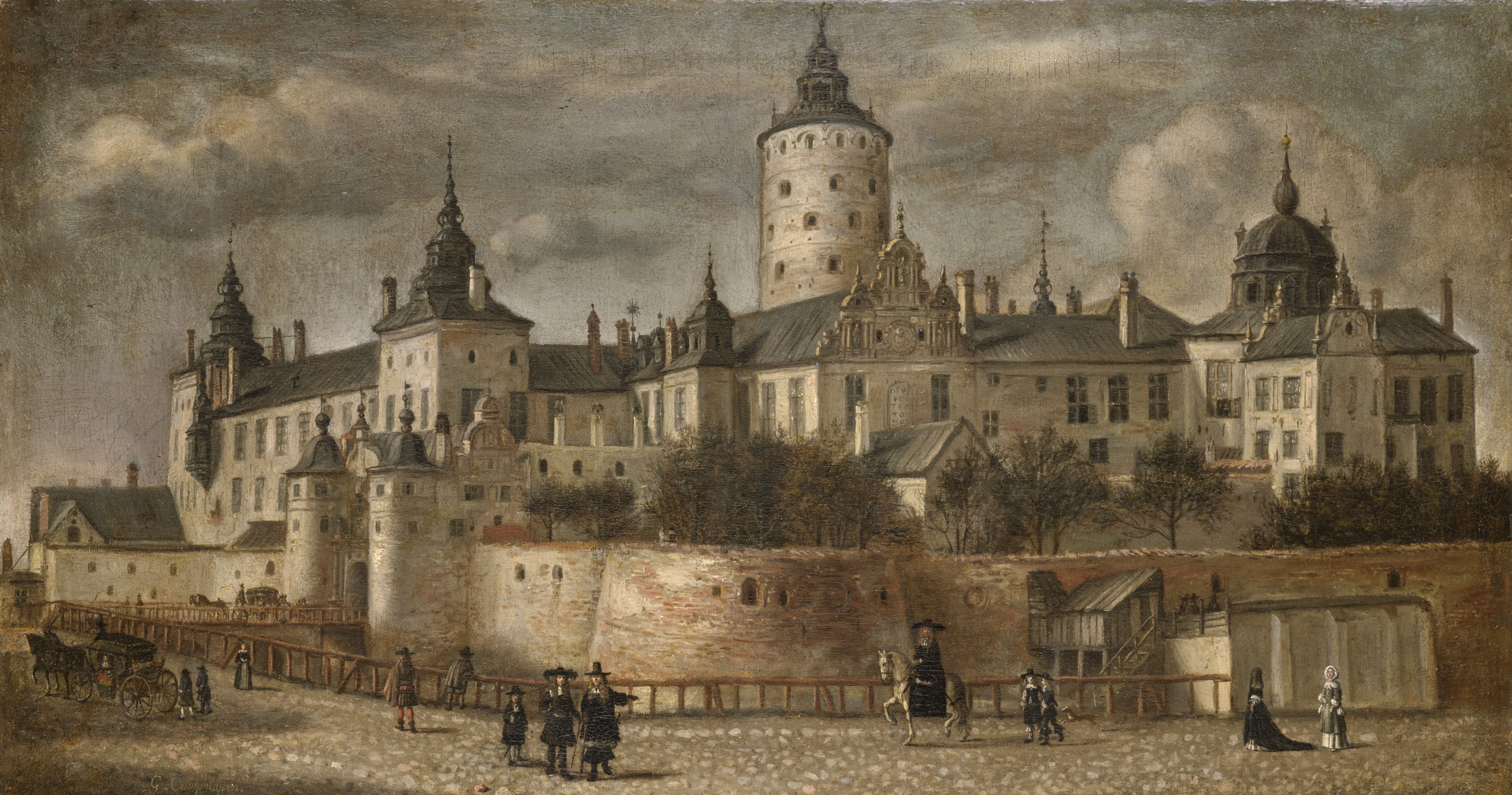
Het Tre Kronor kasteel in Stockholm door Govert Dircksz Camphuysen.

Govert Dircksz. Camphuysen (Dokkum 1624 - Amsterdam, 1672) was een schilder van portretten, stillevens, Italiaanse landschappen en boerenstukken. Hij is beïnvloed door het werk van Paulus Potter en Aert van der Neer.

## Biografie
De schilder Govert Dirksz. was de zoon van Dirk Raphaelsz. Camphuysen, een Remonstrantse predikant, dichter en schrijver van stichtelijke werken. Hij had gestudeerd in Leiden en werkte te Loevesteyn en Utrecht, en moest vanwege zijn Arminaanse gezindheid onderduiken o.a. in  Amsterdam, bij Willem Jansz. Blaeu in zijn drukkerij aan het Damrak. In 1620 werd alle Remonstrantse predikanten  verbannen en hij vertrok naar Norden om samen met zijn Haarlemse vriend Pieter Arentsz een drukkerij te beginnen onder de bescherming van Enno III van Oost-Friesland. Camphuysen woonde in Harlingen, op Ameland en vestigde zich in 1623 in Dokkum. Toen Camphuysen in 1627 stierf, verhuisde zijn moeder met de kinderen naar Amsterdam.
Moeder Camphuysen woonde op de Lindengracht. Dirck Govertsz. trouwde in 1647, en is in 1650 poorter geworden. Toen hij in de Kalverstraat woonde, raakte Camphuysen in financiële problemen en verliet de stad. Rond 1652 woonde hij in Zweden en zou in 1655 benoemd zijn als hofschilder.
Hij werkte voor Magnus Gabriel de la Gardie en portretteerde Hedwig Eleonora van Sleeswijk-Holstein-Gottorp, de echtgenote van Karel X van Zweden. Camphuysen keerde in 1665 terug naar Amsterdam. Hij is begraven op 4 juli 1672 vanuit zijn huis aan de Oudeschans.
Govert Camphuysen's werken zijn schaars, waarschijnlijk staan sommigen bekend als schilderijen van Paulus Potter, andere zijn toegeschreven aan zijn neef? In het Rijksmuseum te Amnsterdam is een portret van zijn hand bewaard (A 1303).
Zijn zoon Herman was mogelijk decoratieschilder aan de Oper am Gänsemarkt in Hamburg.